# Gianni Morandi
‌
Pour les articles homonymes, voir Morandi.
Gianni Morandi, de son vrai nom  Gian Luigi Morandi, est un chanteur et acteur italien né le 11 décembre 1944 à Monghidoro (Émilie-Romagne).

## Biographie

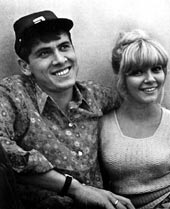
Gianni Morandi et Laura Efrikian en 1966

Gian Luigi Morandi est né dans un petit village appelé Monghidoro sur les Apennins toscans-émiliens. Son père Renato était actif au sein du Parti communiste italien et Gianni l'aidait à vendre les journaux du parti. Très jeune, Morandi travaille comme cordonnier et vendeur de bonbons dans le cinéma du village. Ses capacités vocales l'ont conduit à se produire dans des concerts locaux.
Gianni Morandi débute dans le monde discographique en 1962 avec la chanson  Andavo a cento all'ora composé par Tony Dori (Matteo Butticè), par la suite il a été trois fois vainqueur de Canzonissima : en 1965 avec Non son degno di te (Je ne suis pas digne de toi), en 1968 avec Scende la pioggia (Tombe la pluie) et en 1969 avec Ma chi se ne importa (Mais qu'importe).
Il épouse l'actrice Laura Efrikian en 1966, avec laquelle il a tourné dans des musicarelli, le couple a deux enfants avant de se séparer en 1979.
Il tente une carrière française avec quelques chansons dans la langue de Molière (Si tu vivais au bout du monde EP RCA 86172 4 titres, Je n'ai pas su t'aimer SP RCA 6032 ) mais ne parvient à obtenir qu'un succès d'estime.
Il représente l'Italie au Concours Eurovision de la chanson 1970 avec Occhi di ragazza (Les Yeux d'une fille) et termine 8e.
En 1987, il gagne le festival de Sanremo en interprétant avec Umberto Tozzi et Enrico Ruggeri, Si può dare di più (On peut donner plus). En 1995, il finit deuxième avec In amore (En amour), en 2000, troisième avec Innamorato (Amoureux). En 2022, il finit à nouveau troisième avec Apri tutte le porte (Ouvre toutes les portes), composée par le chanteur Jovanotti.  
En tant qu'acteur, Gianni Morandi joue dans de nombreux films et téléfilms. En 1984, il est l'un des protagonistes de la série télévisée à succès Ma fille, mes femmes et moi (Voglia di volare) avec Claude Jade et Jacques Dufilho.
Gianni Morandi a aussi écrit l'introduction de Il Monte dei Folletti (La Montagne des Gobelins), roman de fantasy de Giordano Berti (it), situé sur l'Alpe de Monghidoro, où Morandi a vécu son enfance.

## Discographie

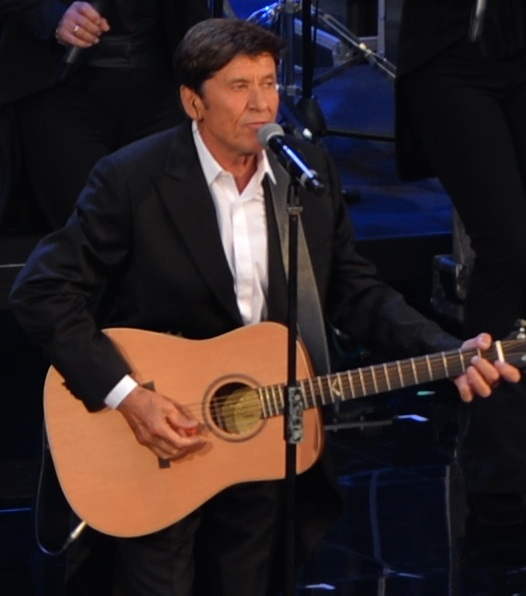
Gianni Morandi en 2016

- 1963 : Gianni Morandi - RCA Italiana
- 1964 : Ritratto di Gianni - RCA Italiana
- 1966 : Gianni Tre - RCA Italiana
- 1967 : Gianni Quattro (Un mondo d'amore) - RCA Italiana
  -  : Per amore per magia - RCA Italiana
- 1968 : Gianni cinque - RCA Italiana
- 1970 : Gianni sei - RCA Italiana
  -  : Gianni sette - RCA Italiana
- 1971 : Un mondo di donne - RCA Italiana
- 1972 : Il mondo cambierà - RCA Italiana
- 1973 : Jacopone - RCA Italiana
- 1975 : Il mondo di frutta candita - RCA Italiana
- 1976 : Per poter vivere - RCA Italiana
- 1977 : Old parade - RCA Italiana
- 1978 : Gianni Morandi - RCA Italiana
- 1979 : Abbracciamoci - RCA Italiana
- 1982 : Morandi - RCA
- 1983 : La mia nemica amatissima - RCA
- 1984 : Immagine italiana RCA Italiana
- 1985 : Uno su mille - RCA
- 1987 : Le Italiane sono belle - RCA
  -  : Amici miei
- 1988 : Dalla Morandi - RCA
  -  : Dalla/Morandi In Europa - Ariola Records
- 1989 : Varietà - RCA
- 1992 : Morandi Morandi - RCA
- 1995 : Morandi - BMG Ricordi/Penguin
- 1997 : Celeste azzuro e blu - BMG Ricordi/Penguin
- 2000 : Come fa bene l'amore - BMG Ricordi/Mormora music
- 2002 : L'amore ci cambia la vita - Sony Music Entertainment/Epic Records
- 2004 : A chi ama veramente - Sony music/Epic
- 2006 : Il tempo migliore - Sony music/Epic
- 2009 : Canzoni da non perdere - Sony music/Epic
- 2013 : Bisogna vivere - Sony music/Columbia
- 2017 : D'amore d'autore
- 2022 : Evviva! - Sony music/Epic
- 2024 : L'attrazione - Sony music Entertainment S.p.A.

### Albums live
- 1973 : Recital At The Festival "The Golden Orpheus '73" - BTA 1558
- 1980 : Cantare - Radio Corporation of America/ RCA
- 1986 : Morandi in teatro - Radio Corporation of America/RCA
- 2009 : Live @ RTSI Gianni Morandi - RTSI
  -  : Grazie a tutti, il concerto - Sony music/Epic
- 2016: Capitani coraggiosi - Il live (avec Claudio Baglioni)

### 45 tours
- 1962 : Andavo a 100 all'ora/Loredana - RCA Victor
  -  : Go-Kart Twist/Donna da morire - RCA Victor (Face B chante Tony Del Monaco)
  -  : Fatti mandare dalla mamma a prendere il latte/Meglio il madison - RCA Italiana
  -  : Twist dei vigili/Corri corri - RCA Italiana (Face A  chante Edoardo Vianello)
- 1963: Ho chiuso le finestre/Sono contento... - RCA Italiana
  -  : Che me ne faccio del latino/Il primo whisky - RCA Italiana
  -  : Il ragazzo del muro della morte/La mia ragazza - RCA Italiana
- 1964: In ginocchio da te/Se puoi uscire una domenica sola con me - RCA Italiana
  -  : Non son degno di te/Per una notte no  - RCA Italiana
- 1965 : Se non avessi più te/I ragazzi dello shake - RCA Italiana
  -  : Si fa sera/E' colpa mia - RCA Italiana
- 1966: Mi vedrai tornare/La fisarmonica - RCA Italiana
  -  : Notte di ferragosto/Povera piccola - RCA Italiana
- : C'era un ragazzo che come me amava i Beatles e i Rolling Stones/Se perdo anche te - RCA Italiana
- 1967 : Un mondo d'amore/Questa vita cambierà - RCA Italiana
  -  : Dammi la mano per ricominciare/Mille e una notte  - RCA Italiana
  -  : Tenerezza/Israel  - RCA Italiana
  -  : Mezzanotte fra poco/Una domenica così  - RCA Italiana
  -  : Chimera/Una sola verità  - RCA Italiana
  -  : Il giocattolo/La mia ragazza sa  - RCA Italiana
  -  : Tu che m'hai preso il cuor/Prendi prendi  - RCA Italiana
  -  : Scende la pioggia/Il cigno bianco  - RCA Italiana
- 1969 : Parlami d'amore/Torna e ritorno  - RCA Italiana
  -  : Belinda/Non voglio innamorarmi più  - RCA Italiana
  -  : Ma chi se ne importa/Isabelle  - RCA Italiana
- 1970 : Occhi di ragazza/T'amo con tutto il cuore  - RCA Italiana
  -  : Al bar si muore/Delirio  - RCA Italiana
  -  : Capriccio/Chissà però  - RCA Italiana
- 1971 : Ho visto un film/Com'è grande l'universo  - RCA Italiana
  -  : Buonanotte Elisa/A quel concerto di Chopin  - RCA Italiana
- 1972 : Vado a lavorare/Una ragazza di nome Mariarosa  - RCA Italiana
  -  : Principessa/Sta arrivando Francesca  - RCA Italiana
  -  : Parla più piano/Rosabella  - RCA Italiana
  -  : Il mondo cambierà/L'ospite  - RCA Italiana
- 1973 : Vidi che un cavallo/Prendi me  - RCA Italiana
- 1974  : Come ogni sera/Bambolina fatta a pezzi  - RCA Italiana
- 1975 : Il mondo di frutta candita/La caccia al bisonte - RCA Italiana
- 1976: È già mattina/Giorni migliori  - RCA Italiana
  -  : Sei forte papà/Sei già qui  - RCA Italiana
- 1978 : La Befana trullallà/In cambio che mi dai  - RCA Italiana
- 1979 : Abbracciamoci/Come l'aria  - RCA Italiana
- 1980 : Mariù/Non mi dire no  - RCA Italiana
- 1981  : Immaginando/Canzoni stonate  - RCA Italiana
- 1982: Marinaio/Solo all'ultimo piano  - RCA Italiana
  -  : Fumo negli occhi/Canzoni stonate  - RCA Original Cast
- 1983 : La mia nemica amatissima/Tu o non tu  - RCA Italiana
  -  : Grazie perché/Magari  - RCA Italiana
- 1984  : Nel silenzio splende/Mi manchi  - RCA Italiana
- 1985 : Uno su mille/1950  - RCA Italiana
- 1987 : Si può dare di più/La canzone della verità - CGD
- 1988 : Dimmi dimmi/Pomeriggio in ufficio - RCA Italiana
  -  : Dimmi dimmi/Pomeriggio in ufficio/Dimmi dimmi (version radio) mini CD - RCA (avec Lucio Dalla)
- 1989 : Varietà/Occhi chiusi  - RCA Italiana
  -  : Bella signora/Un pugno in faccia  - RCA Italiana
- 1990 : Animale/Ti comunico amore - RCA Italiana
- 1991 : Mi manchi/solo all'ultimo piano/Canzoni stonate - RCA
- 1992 : Il presidente - RCA
  -  : Ma tu chi sei/Oh mamma mia  - RCA
  -  : Ma tu chi sei  (5 versions)  - RCA
  -  : Banane e lampone  (5 versions) - RCA
- 1995 : CD D'AMORE Angelita/Che cos'è/Domani  - RCA
  -  : Angelita new version -RCA
- 1995: In amore   - Penguin (avec Barbara Cola)
  -  : Fino alla fine del mondo/Giovane amante mia
- 1998 : Dove va a finire il mio affetto
- 2000 : Non ti dimenticherò/Canzone libera/Volevo farti innamorare/Non ti dimenticherò
- 2002 : L'amore ci cambia la vita/L'amore ci cambia la vita (version instrumentale)
  -  : Dimmi adesso con chi sei
  -  : Uno di noi (version radio)/Uno di noi (version longue)
- 2003 : Il mio amico
- 2004 : Solo chi si ama veramente/'Questo grande pasticcio
- 2005 : Al primo sguardo
  -  : Corre più di noi
- 2007 : Stringimi le mani
- 2018 2008 : Un altro mondo
- 2009 : Grazie a tutti
  -  : Tu sei l'unica donna per me
- 2011 : Rinascimento
- 2013 : Solo insieme saremo felici
- 2015 : Capitani coraggiosi (avec Claudio Baglioni)
- 2017 : Dobbiamo fare luce
- 2018 : Una vita che ti sogno
  -  : Ultraleggero

## Filmographie

### Cinéma
- 1963 : Totò sexy de Mario Amendola
- 1963 : I ragazzi dell'Hully Gully de Marcello Giannini
- 1964 : Questo pazzo, pazzo mondo della canzone de Bruno Corbucci, Gianni Grimaldi
- 1964 : À genoux devant toi (In ginocchio da te) d'Ettore Maria Fizzarotti
- 1964 : Non son degno di te de Ettore Maria Fizzarotti
- 1965 : Se non avessi più te de Ettore Maria Fizzarotti
- 1965 : Mi vedrai tornare de Ettore Maria Fizzarotti
- 1965 : Altissima pressione de Enzo Trapani
- 1966 : Per amore... per magia de Duccio Tessari
- 1968 : Chimera de Ettore Maria Fizzarotti
- 1969 : Faccia da schiaffi de Armando Crispino
- 1970 : Le castagne sono buone de Pietro Germi
- 1971 : Il provinciale de Luciano Salce
- 1972 : La Drôle d'affaire (La cosa buffa) de Aldo Lado
- 1973 : Società a responsabilità molto limitata de Paolo Bianchini
- 1983 : F.F.S.S. cioè che mi hai portato a fare sopra a Posillipo se non mi vuoi più bene? de Renzo Arbore
- 1999 : Panni sporchi de Mario Monicelli
- 2012 : Padroni di casa d'Edoardo Gabbriellini

### Télévision
- Ma fille, mes femmes, et moi (Voglia di volare) de Pier Giorgio Murgia (1984) diffusé par Antenne 2 en 1987
- Voglia di cantare de Vittorio Sindoni (1985)
- La voglia di vincere de Vincenzo Sindoni (1987)
- Diventerò padre de Gianfranco Albano (1987)
- La traque infernale (In fuga per la vita) de Gianfranco Albano (1993) diffusé par M6 en 1994
- La voce del cuore de Lodovico Gasparini (1995)
- La forza dell'amore de Vincenzo Verdecchi (1998)
- Tutti pazzi per Morandi e Rovazzi (2017)
- Isola di Pietro (2018)

## Honneurs
- (248970) Giannimorandi, astéroïde.